# 小笠原長朝
小笠原 長朝（おがさわら ながとも）は、戦国時代の武将。信濃小笠原氏（府中小笠原家）当主。小笠原清宗の子。

## 概要
宝徳元年（1449年）11月に元服、民部大輔、大膳大夫、信濃守に任じられる。文明5年（1473年）、室町幕府9代将軍足利義尚就任後初の参内に供奉し、花の御所で犬追物を興行した際に奉行を務めた。文明10年（1478年）、父の死去に伴い家督を相続する。応仁の乱では西軍に与し、東軍方の伊那小笠原氏や諏訪大社上社に対抗した。
文明12年（1480年）には諏訪大社下社の金刺氏と結んで仁科盛直を穂高川で破るが（穂高合戦）、翌13年（1481年）に仁科氏が頼った諏訪氏に敗れた。また長享2年（1488年）に鈴岡小笠原家の小笠原政秀に井川館を陥落させられ、更級郡牧之島城に逃れたが、筑摩郡の国衆が鈴岡家の府中支配を支持せず、延徳2年（1490年）以後、信濃守護に補任された政秀の養子となることで和睦した。
明応元年（1492年）、10代将軍足利義稙の命により六角高頼征討（長享・延徳の乱）に出兵した。明応2年（1493年）、政秀が松尾家の小笠原定基に暗殺されると、孫の小笠原長棟の代まで対立した。文亀元年（1501年）没、享年59。法名は徹叟正源。